# J. Val Klump
Jeffrey Val Klump (1948 en Estados Unidos) es un científico estadounidense. Fue el primero en llegar al punto más profundo del Lago Superior el 30 de julio de 1985, que también es el más profundo de Estados Unidos. También fue el primero en llegar al lugar al lugar más profundo del Lago Míchigan. En la actualidad es un científico sénior en el Instituto de Agua de los Grandes Lagos, en Milwaukee, Wisconsin, y profesor adjunto en la Universidad de Wisconsin-Milwaukee.